# 埃伯哈德·费斯特尔
埃伯哈德·费斯特尔（德語：Eberhard Ferstl，1933年1月16日—2019年10月8日），德国男子曲棍球运动员。他曾代表德国联队参加1956年和1960年夏季奥林匹克运动会曲棍球比赛，获得一枚铜牌。